# 支付
支付又稱付款，是指一方（例如个人或公司）自愿向另一方提供金钱或等价物或有价物的行為，以試圖换取對方提供的商品或服务，另外還債有時也會被視為一種支付行為。付款的一方通常称为付款人，而接收金錢的一方稱為收款人。
付款可以通过多种方式进行，例如：
- 現金、支票、借记卡、信用卡、银行转账、加密貨幣以及手機（移动支付）。
- 股票、以物易物

一般而言，收款人可自行决定接受何种付款方式。
付款之前通常收款人會提供发票或账单。在某些行业（例如旅行和酒店）中，在商家提供服务之前付款人需要提前付款（预付款），而且顧客除了付款之外還要支付押金。另外也有顧客會先支付一部分貨款，此舉稱為部分付款。